# Pomfret (Vermont)
Pomfret és una població dels Estats Units a l'estat de Vermont. Segons el cens del 2000 tenia 997 habitants.

## Demografia
Segons el cens del 2000, Pomfret tenia 997 habitants, 404 habitatges, i 288 famílies. La densitat de població era de 9,8 habitants per km².
Dels 404 habitatges en un 33,2% hi vivien nens de menys de 18 anys, en un 60,9% hi vivien parelles casades, en un 6,9% dones solteres, i en un 28,7% no eren unitats familiars. En el 22% dels habitatges hi vivien persones soles el 7,4% de les quals corresponia a persones de 65 anys o més que vivien soles. El nombre mitjà de persones vivint en cada habitatge era de 2,47 i el nombre mitjà de persones que vivien en cada família era de 2,89.
Per edats la població es repartia de la següent manera: un 26,3% tenia menys de 18 anys, un 3,9% entre 18 i 24, un 24,5% entre 25 i 44, un 31,3% de 45 a 60 i un 14% 65 anys o més.
L'edat mediana era de 42 anys. Per cada 100 dones de 18 o més anys hi havia 95 homes.
La renda mediana per habitatge era de 51.800 $ i la renda mediana per família de 56.250 $. Els homes tenien una renda mediana de 31.063 $ mentre que les dones 26.354 $. La renda per capita de la població era de 27.922 $. Entorn del 3,4% de les famílies i el 4,8% de la població estaven per davall del llindar de pobresa.